# Amay
Amay (Ama en való) és un municipi belga de la província de Lieja a la regió valona. L'1 de gener del 2024 tenia 14.530 habitants.